# Edin Terzić (lyžař)
Edin Terzić (* 25. dubna 1969) je bývalý jugoslávský a bosenský alpský lyžař
Za Jugoslávii závodil na Zimních olympijských hrách 1992 v Albertville. V super-G obsadil 69. místo s časem 1:24,70 (závod dokončilo 93 lyžařů). Soutěžil také v kombinaci, závod ale nedokončil.
V sezóně 1994/1995 reprezentoval Bosnu a Hercegovinu.